# Hieracium balbisianum
Hieracium balbisianum es una especie de planta con flor del género Hieracium, de la familia Asteraceae, orden Asterales.

## Distribución
Hieracium balbisianum se distribuye por Austria, Francia, Alemania, Italia, Suiza y Yugoslavia.

## Taxonomía
Fue descrita científicamente por Arv.-Touv. & Briq. Fue publicada en Annuaire Conserv. Jard. Bot. Genève 3: 137 (1899).